# Biancofiore
Biancofiore war ein Wahlbündnis in Italien, gegründet am 14. September 2000 von den beiden christdemokratischen Parteien
- Centro Cristiano Democratico (CCD) und
- Cristiani Democratici Uniti (CDU).

Beide Parteien gehörten dem rechten Wahlbündnis Casa delle Libertà von Silvio Berlusconi an und traten unter dem Symbol Biancofiore bei der Parlamentswahl 2001 an. Im Verhältniswahlteil dieser Wahl erhielt Biancofiore nur 3,2 % der Stimmen und blieb damit unter der 4 %-Hürde; nur Wahlkreiskandidaten im Mehrheitswahlteil zogen ins Parlament ein.
Am 6. Dezember 2002 verschmolzen die beiden Parteien (zusammen mit der Democrazia Europea) endgültig zur neuen Unione dei Democratici Cristiani e Democratici di Centro (UDC).